# Erythmelus amperei
Erythmelus amperei är en stekelart som beskrevs av Girault 1938. Erythmelus amperei ingår i släktet Erythmelus och familjen dvärgsteklar. Inga underarter finns listade i Catalogue of Life.